# 美洲华侨纪念堂
美洲华侨纪念堂，位于中国广东省广州市越秀区培正中学内，为广州市的一个市、县级文物保护单位，类型为近现代重要史迹及代表性建筑，公布时间为1999年7月。
美洲华侨纪念堂的历史年代为1929。